# Tigist Gezahagn Menigstu
Tigist Gezahagn Menigstu (en amharique : ትግስት ገዛሀኝ መንግስቱ), née le 12 mars 2000, est une athlète handisport éthiopienne, concourant dans la catégorie F13. Elle est devenue en 2021 la première championne paralympique éthiopienne en remportant le 1 500 m T13.

## Biographie

### Carrière
Elle devient lors des Jeux paralympiques d'été de 2020, la première athlète tous sexes confondus à remporter l'or paralympique pour l'Éthiopie. Elle est également la première athlète féminine de son pays à être médaillée.

## Palmarès

### Jeux paralympiques
- médaille d'or du 1 500 m T13 aux Jeux paralympiques d'été de 2024 à Paris
- médaille d'or du 1 500 m T13 aux Jeux paralympiques d'été de 2020 à Tokyo